# Бутырцева, Надежда Викторовна
Надежда Викторовна Бутырцева (род. 5 февраля 1955, Чапаевск) — советская и российская актриса театра и кино. Заслуженная артистка России (2006).

## Биография
Родилась 5 февраля 1955 года в городе Чапаевске Куйбышевской области (ныне Самарская область).
В 1977 году окончила Школу-студию МХАТ (курс В. П. Маркова), с этого же года и по сей день актриса театра имени Владимира Маяковского.

## Творчество

### Роли в театре
- «Мёртвые души» Н. В. Гоголя — Княгиня
- «Развод по-женски» — Миссис Морхид
- «Банкет» — Габриэль Буоночелли
- «Чума на оба ваши дома!» Григория Горина — Синьора Капулетти
- «Мой век» — Нина
- «Шаткое равновесие» — Эдна
- «Трамвай «Желание»» Теннесси Уильямса — Стелла
- «Соловьиная ночь» — Ниночка
- «Бег» М. А. Булгакова — Люська
- «Праздник души» — Дойна
- «Аморальная история» — Лидочка
- «Жизнь Клима Самгина» Максима Горького — Алина
- «И порвётся серебряный шнур» — Инна
- «Венсеремос!» — Марта
- «Волшебный сон» — Диана
- «Кто боится Рея Бредбери» — Людмила
- «Театр времён Нерона и Сенеки» Э. С. Радзинского — Венера
- «Аристократы» — Воспитательница

### Роли в кино
- 1976 — Стажёр
- 1977 — Кафе «Изотоп»
- 1978 — Сибириада — Дочь Соломина
- 1978 — Кавказская повесть — Устенька
- 1979 — Отец и сын — Лушка
- 1981 — Любовь моя вечная
- 1981 — Белый танец — Алёна
- 1982 — Свадебный подарок — Оксана, жена Мусика
- 1982 — Дыхание грозы — Мария
- 1983 — Приступить к ликвидации — Лариса Анатольевна
- 1983 — Водитель автобуса — мать Семёна
- 1984 — Что у Сеньки было — тётя Люба
- 1984 — Мёртвые души — жена Плюшкина
- 1984 — Климко — тётка Леся
- 1984 — Государственная граница. «Красный песок» — Варвара Филимонова
- 1985 — Сеанс Гипнотизёра — первая желающая
- 1986 — Крик дельфина — Магда
- 1986 — Карусель на базарной площади
- 1986 — Жизнь Клима Самгина — Алина
- 1987 — Под знаком Красного креста
- 1989 — Стук в дверь
- 1989 — Наваждение
- 1990 — Франка — жена Хама
- 1990 — Потерпевший — Лиза
- 1990 — Бабник — Рая, подруга Аркаши
- 1991 — Собачье счастье
- 1991 — Призрак
- 1991 — Люми — Инга
- 1993 — Я виноват — Няня
- 1993 — Благотворительный бал
- 1993 — Территория
- 1993 — Русский роман
- 1994 — Графиня Шереметева — графиня Разумовская
- 1995 — Чёрные береты — Лена
- 2003 — Москва. Центральный округ — Мама Нийоле
- 2003 — Даша Васильева 1. Любительница частного сыска. Дантисты тоже плачут — Нелли Резниченко
- 2006 — Сталин. Live — Лидия Тимашук
- 2007 — Гонка за счастьем — Тамара
- 2008 — Женщина без прошлого — Таисия
- 2011—2012 — Кровинушка — тётя Шура
- 2012 — Закрытая школа — Таисия Филатова
- 2012 — Грач — Татьяна Карасёва и Кристина Барышева (сёстры-близнецы)
- 2014 — Господа-товарищи — Наталья Андреевна Повалишина, бывшая графиня
- 2017 — Сальса — Любовь Андреевна

### Озвучивание
- 2002 — 8 женщин — Огюстина
- 2003 — Часы — Кларисса Воэн

## Признание и награды
- Заслуженная артистка Российской Федерации (13 февраля 2006 года) — за заслуги в области искусства[1].
- Благодарность Президента Российской Федерации (17 апреля 2023 года) — за заслуги в развитии отечественной культуры и искусства, многолетнюю плодотворную деятельность[3].